# 2003年9月逝世人物列表
2003年逝世人物列表：1月 - 2月 - 3月 - 4月 - 5月 - 6月 - 7月 - 8月 - 9月 - 10月 - 11月 - 12月
2003年9月逝世人物列表，是用於匯總2003年9月期間逝世人物的列表。

## 依日期排序

### 1日
- 蘭德·布魯克斯，84歲，美國電影演員（乱世佳人、懷抱中的寶貝、林丁丁歷險記）。[1]
- 帕斯夸莱·博诺科雷，87歲，義大利水球運動員和奧運會冠軍。[2]
- 阿爾伯特·弗雷（Albert Frey），90歲，二戰期間的德國黨衛軍指揮官和作家，槍殺自殺。
- 特裡·弗羅斯特，87歲，英國藝術家。[3]
- Eulalio González，81歲，墨西哥演員、創作歌手、編劇、電影導演和電影製片人。
- 約翰·古爾德，94歲，美國專欄作家、幽默家和散文家。[4]
- 約翰·格雷，66歲，英國外交官。[5]
- Jayant Pathak，82歲，印度詩人和文學評論家。
- Héctor Rodríguez，83歲，古巴棒球運動員（芝加哥白襪）。[6]
- Jack Smight，78歲，美國戲劇和電影導演，癌症。[7]
- 拉蒙·塞拉诺·苏涅尔，101歲，西班牙政治家。[8]
- 米爾德里德·湯普森，67歲，美國藝術家。[9]

### 2日
- 喬治·查理斯·海特·丘布，第三代海特男爵，92歲，英國政治家和實業家。[10]
- Nehemiah Levanon，88歲，以色列情報人員和外交官。
- 瑪麗亞·曼頓，92歲，法國畫家。[11]
- 托勒密·裡德，91歲，圭亞那獸醫和政治家，總理（1980—1984年）。
- 布魯斯·懷貝爾（Bruce Waibel），45歲，美國音樂家和貝斯手（FireHouse、Gregg Allman Band、山塔那合唱團），自殺。[12]
- 彼得·韋斯特，83 歲，英國 BBC 主持人和體育評論員，以其板球、網球和橄欖球報導而聞名。[13]

### 3日
- 雷·大衛斯，88歲，美国海军陆战队四星上將，心臟病發作。[14]
- 艾倫·杜根（Alan Dugan），80歲，美國詩人。[15]
- 保羅·詹寧斯·希爾（Paul Jennings Hill），49歲，美國反墮胎活動家，被注射死刑。[16]
- 魯道夫·雷丁（Rudolf Leiding），88歲，大众汽车（Volkswagen automobile company）德國董事長。
- 查理斯·利布曼（Charles Liebman），68歲，美國政治學家，猶太人生活和以色列作家。
- Andrzej Nartowski，71歲，波蘭籃球運動員（1960 年夏季奧運會籃球運動員）。[17]
- 伊利亞斯·彼得羅普洛斯（Ilias Petropoulos），75歲，希臘作家、民俗學家和城市歷史學家，癌症。[18]
- Mohsin Zaidi，68歲，印度烏爾都語詩人。

### 4日
- 本·阿裡斯，66 歲，英國演員（Hi-de-Hi！、The Charge of the Light Brigade、Stepping Out）。[19]
- Lola Bobesco，82 歲，羅馬尼亞裔比利時小提琴家。[20]
- Béla H. Bánáthy，83歲，匈牙利裔美國教育家、系統和設計科學家兼作家。[21]
- 蘇珊·奇爾科特，40歲，英國歌劇歌手，乳癌。[22]
- Charles A. Gabriel，75歲，美国空军参谋长，阿爾茨海默病。[23]
- David P. Robbins，61 歲，美國數學家，胰臟癌。[24]
- 蒂博爾·瓦爾加（Tibor Varga），82歲，匈牙利小提琴家、指揮家和教育家。[25]

### 5日
- 青木雄二（Yūji Aoki），58歲，日本漫画家，肺癌。
- 基爾·布利切夫，68歲，蘇聯和俄羅斯科學幻想作家、評論家和歷史學家，癌症。[26]
- 哈利·格羅斯曼（Harley Grossman），73歲，美國棒球運動員（華盛頓參議員）。[27]
- 理查·哈裡森，82歲，紐西蘭政治家。
- 伊恩·亨特爵士，84歲，英國古典音樂經理和音樂節召集人。[28]
- 吉賽爾·麥肯齊（Gisele MacKenzie），76歲，加拿大裔美國歌手和藝人，大腸癌。[29]
- 米洛什·米尼奇，89歲，南斯拉夫和塞爾維亞共产主义政治家。[30]
- 詹姆斯·雷切爾，62歲，美國哲學家，癌症。[31]
- C. H. Sisson，89歲，英國作家和詩人。[32]

### 6日
- 查理斯·愛德華·貝內特（Charles Edward Bennett），92歲，美國政治家（佛羅里達州第二和第三國會選區的美国众议院）。[33]
- 馬歇爾·約瑟夫·凱法諾（Marshall Joseph Caifano），92歲，義大利裔美國黑幫老大（芝加哥犯罪集團）。[34]
- Jules Engel，94歲，美國電影製片人、視覺藝術家和電影導演。[35]
- 瑪麗·福斯特（Marie Foster），85歲，美國民權運動領袖。[36]
- Harry Goz，71歲，美國音樂劇演員（屋頂上的提琴手）和配音演員（Sealab 2021），多發性骨髓瘤。[37]
- Ari Guðmundsson，75歲，冰島奧運會游泳運動員和跳臺滑雪運動員。[38]
- 萊索托的馬莫哈托，62歲，賴索托王太后和政治家。
- 莫裡斯·邁克爾·奧通加（Maurice Michael Otunga），80歲，肯亞天主教主教和樞機主教。
- 路易絲·普拉特，88歲，美國戲劇、電影和電視女演員。[39]

### 7日
- 偉大的安東尼奧，77 歲，克羅埃西亞裔加拿大強人、摔跤手、演員和古怪者，心臟病發作。[40]
- 喬·麥克唐納，74 歲，蘇格蘭足球運動員。[41]
- Mohammad Oraz，伊朗登山家，雪崩。
- 羅伯特·溫曼（Robert Weinman），88歲，美國雕塑家，“美國最有成就的獎章藝術家之一”。[42]
- Merv Wellington，62 歲，紐西蘭政治家（帕帕庫拉 Manureva 國會議員）。[43]
- Warren Zevon，56歲，美國歌手和詞曲作者（《倫敦狼人》、《律師、槍支和金錢》、《無頭湯普森槍手羅蘭》），癌症。[44]

### 8日
- 赫伯特·金特裡，84歲，美國表现主义畫家。[45]
- 馬克·霍內格（Marc Honegger），77歲，法國音樂學家和合唱團指揮。[46]
- Jaclyn Linetsky，17歲，加拿大配音演員（Caillou，15/Love，What's with Andy？），交通事故。
- 多麗絲·奧格爾維（Doris Ogilvie），91歲，加拿大跳水和奧運選手。[47]
- Gulabrai Ramchand，76歲，印度板球運動員。[48]
- Leni Riefenstahl，101歲，德國電影導演、製片人、編劇和攝影師。[49]

### 9日
- Thomas Allibone，99歲，英國物理學家，專注於核聚变和粒子物理學。[50]
- 大衛·阿普爾鮑姆，51歲，美籍以色列醫生，自殺攻擊受害者。[51]
- 雷金納德·史密斯·布林德爾（Reginald Smith Brindle），86歲，英國作曲家和作家。[52]
- 安德列·福爾伯特，72歲，羅馬尼亞籃球運動員。[53]
- Joaquim Homs，97歲，西班牙作曲家。[54]
- 拉裡·霍維斯，67歲，美國演員（霍根的英雄），食道癌。[55]
- Farrukh Fateh Ali Khan，50歲，巴基斯坦音樂家。[56]
- 亞歷山大·莫伊謝耶夫，76歲，俄羅斯籃球運動員和奧運會獎牌得主。[57]
- 愛德華·泰勒（Edward Teller），95歲，匈牙利裔美國理论物理学家，“氢弹之父”。[58]
- Marthe Vogt，100歲，德國神經科學家。[59]
- Don Willesee，87歲，澳大利亞政治家，代表西澳大利亞州的澳大利亞參議院澳大利亞議員。[60]

### 10日
- 拉裡·艾倫·海耶斯（Larry Allen Hayes），54歲，美國狂歡殺手，注射死刑。
- 韓國農民和活動家李京海被刺自殺。[61]
- 鲍里斯·迈斯纳（Boris Meissner），88歲，德國律師和社會科學家。
- 馬丁·佩奇，65歲，英國作家和記者，心臟病。[62]

### 11日
- 本·布里爾，91歲，荷蘭拳擊手（1928年夏季奥林匹克运动会男子蠅量級拳擊）和裁判。[63]
- 尼古拉斯·迪奧里奧（Nicholas DiOrio），82歲，義大利裔美國足球運動員，結直腸癌。
- 46歲的瑞典外交大臣安娜·林德（Anna Lindh）被刺傷。[64]
- Antti Nurmesniemi，76歲，芬蘭設計師。[65]
- 約翰·裡特，54歲，美國演員（三人行、大紅狗克利福德、8條簡單規則），艾美奖得主（1984年），主动脉夹层。[66]

### 12日
- 傑克·伯基特，77歲，英國足球運動員。[67]
- 約翰尼·卡什，71歲，美國鄉村音樂名人堂歌手（福爾瑟姆監獄藍調、我走線、火環），糖尿病。[68]
- 查皮·福克斯，90歲，美國马戏歷史學家。[69]
- 弗雷迪·特納（Freddy Turner），89歲，南非橄欖球運動員。

### 13日
- 喬治·布斯曼，86歲，加拿大職業冰球運動員（多倫多楓葉）。[70]
- 羅恩·伯頓，67歲，美國職業橄欖球運動員（西北大學、新英格兰爱国者），骨癌。[71]
- Vítor Damas，55歲，葡萄牙足球運動員，癌症。
- Howard D. Graves，64歲，美國陸軍軍官，癌症。[72]
- 禮薩·貝克·伊曼維爾迪（Reza Beyk Imanverdi），67歲，伊朗演員和導演，肺癌患者。
- 凯诺·伦皮宁，82歲，芬蘭體操運動員和奧運獎牌得主。[73]
- 弗蘭克·奧班農，73歲，美國政治家，印第安那州州長（自 1997 年起），中風。
- Arthur Rowe，67歲，英國奧運會田徑運動員。[74]
- 約翰尼·韋拉伊，89歲，美國棒球運動員（華盛頓參議員、費城田徑隊）。[75]

### 14日
- 唐納德·克利夫頓（Donald O. Clifton），79歲，美國心理學家、作家、研究員和企業家。[76]
- 加勒特·哈丁（Garrett Hardin），88歲，美國生態學家和哲學家，自殺。[77]
- 老約翰·塞里，88歲，義大利裔美國音樂家、作曲家和編曲家。
- Yetunde Price，31歲，Venus 和 Serena Williams 的美國同父異母妹妹，在槍擊中被謀殺。[78]
- 庫爾特·海因里希·沃爾夫（Kurt Heinrich Wolff），91歲，德裔美國社會學家。[79]

### 15日
- 迦納·泰德·阿姆斯壯（Garner Ted Armstrong），73歲，美國電視布道家，肺炎。[80]
- 保羅·格蘭倫德，77歲，美國雕塑家。[81]
- 埃羅爾·希爾，82歲，特立尼達和多巴哥作家、劇作家、演員。[82]
- 約瑟夫·赫沙爾，83歲，捷克作家、詩人和小說家。[83]

### 16日
- 傑克·布萊默，88歲，英國單簧管演奏家（皇家愛樂樂團、BBC交響樂團、伦敦交响乐团）。[84]
- 唐納德·迪肯，83歲，加拿大政治家，白血病。
- 約翰·奧雷爾，68歲，英國作家、戲劇歷史學家和學者，癌症患者。[85]
- 塞尔吉奥·奥尔特加·阿爾瓦拉多（Sergio Ortega），65歲，智利作曲家、鋼琴家、詩人和政治家，癌症患者。[86]
- Sheb Wooley，82歲，美國演員（日正当中、生皮）和歌手（《紫色食人者》），白血病。[87]

### 17日
- 伊紮克·阿齊（Yitzhak Artzi），82歲，以色列政治家。
- Leendert Ginjaar，75 歲，荷蘭政治家。[88]
- 埃裡希·哈爾胡伯（Erich Hallhuber），52歲，德國演員，癲癇發作。[89]
- 柳比卡·馬裡奇，94歲，南斯拉夫／塞爾維亞古典作曲家。[90]
- 雷蒙德·米尔顿（Raymond Milton），91歲，加拿大冰球運動員和奧運會銀牌得主。[91]
- 喬治·薩瓦亞，80歲，美國演員和特技演員。
- 尼爾·伍德（Neal Wood），81歲，美籍英國政治哲学家和作家。[92]

### 18日
- 羅伯特·巴特爾（Robert G. Bartle），75歲，美國數學家，專門研究实变函数论，淋巴瘤。[93]
- 埃裡希·巴姆勒（Erich Bäumler），73歲，德國足球運動員和經理。
- Jean Dieuzaide，82歲，法國攝影師。[94]
- 理查·奧爾登·霍華德，86歲，美國植物學家和植物分类学家。[95]
- 鮑勃·米切爾（Bob Mitchell），76歲，英國政治家。
- Don Reese，52 歲，美國橄欖球運動員（迈阿密海豚、新奥尔良圣徒），肝癌。[96]
- 謝爾蓋·斯米爾諾夫，43 歲，俄羅斯奧林匹克田径運動員。

### 19日
- 約翰尼·貝斯特（Johnny Best），89歲，美國爵士小號手。[97]
- 阿納托利·博加捷列夫，90歲，蘇聯和白俄羅斯作曲家和音樂教師。
- Slim Dusty，76歲，澳大利亞鄉村音樂創作歌手、吉他手和製作人，肺癌。[98]
- 埃米爾·法肯海姆（Emil Fackenheim），87歲，德國猶太哲學家和改革派拉比。[99]
- 阿爾弗雷德·格裡斯拉夫斯基（Alfred Grislawski），83歲，二戰期間的德國戰鬥機飛行員。
- 肯尼斯·歐文·哈金（Kenneth Erwin Hagin），86歲，美國傳教士。[100]
- 艾倫·艾德爾森（Ellen Idelson），42歲，美國電視製片人，電視編劇和女演員，癌症和克羅恩病併發症。
- 亞瑟·基諾伊（Arthur Kinoy），82歲，美國律師和民權領袖。[101]
- 弗蘭克·洛（Frank Lowe），60歲，美國爵士薩克斯管演奏家，肺癌。[102]
- 吉姆·湯普森（Jim Thompson），67歲，英國聖公會主教。

### 20日
- 羅伯特·布萊克，布萊克男爵，86歲，英國歷史學家和終身同伴，以本傑明·迪斯雷利的傳記而聞名。[103]
- 湯姆·巴斯比，66歲，加拿大演員（戰爭情人、十二金剛、天堂追求），心臟病發作。[104]
- 洛倫佐·卡隆加，74歲，巴拉圭足球運動員。
- 斯坦利·法法拉，54歲，美國童星，疝氣手術併發症。
- Ken Khouri，86 歲，牙買加唱片製作人。
- 戈登·米切爾（Gordon Mitchell），80歲，美國演員和健美運動員，心臟病發作。[105]
- 加雷斯·威廉姆斯，莫斯廷的威廉姆斯男爵，62 歲，英國內閣大臣，上議院領袖。[106]
- Simon Muzenda，80 歲，辛巴威政治家兼辛巴威副總統，糖尿病。[107]
- 弗農·辛格（Vernon Singer），84歲，加拿大政治家。
- 索諾拉·韋伯斯特·卡佛，99 歲，美國藝人。

### 21日
- Amédée Domenech，70歲，法國橄欖球運動員，肝炎。
- 帕梅拉·戈登，66歲，美國女演員（怪異科學、偷哈佛、亞種）。[108]
- 羅伯特·洛克納，84歲，美國記者，肺栓塞。[109]
- Lu Ann Simms，71歲，美國歌手。[110]
- 奧蒂斯·辛格爾塔里，81歲，美國歷史學家。[111]

### 22日
- Arturo Ardao，90歲，烏拉圭哲學家和歷史學家。
- 霍華德·奧斯丁（Howard Austen），74歲，美國知己，作家戈尔·维达尔（Gore Vidal）的伴侶，患有腦癌。[112]
- 馬克西姆·布倫福特（Maxime Brunfaut），94歲，比利時建築師。
- 戈登·斯托普（Gordon Jump），71歲，美國演員（辛辛那提 WKRP、肥皂、成长的烦恼），呼吸衰竭。[113]
- 理查·蘭克福德，89歲，美國政治家。
- 沃尔夫冈·彼得斯，74歲，德國足球運動員。[114]
- 李·羅賓遜，80歲，澳大利亞製片人、導演和編劇。[115]
- 雨果·楊，64歲，英國記者和政治評論員（衛報、觀察家報），結直腸癌。[116]

### 23日
- 羅莎莉·艾倫（Rosalie Allen），79歲，美國鄉村音樂家，電視和廣播主持人，被稱為約德爾女王。[117]
- 厄爾·布朗（Earl Brown），87歲，美式橄欖球和籃球運動員兼教練（奧本）。[118]
- 亨利·科根（Henri Cogan），89歲，法國演員和特技演員。[119]
- Simcha Dinitz，74歲，以色列政治家和政治家。
- 約翰·弗林（John E. Flynn），91歲，美國政治家。
- 西奧多·庫普弗曼（Theodore R. Kupferman），83歲，美國政治家。[120]
- 雷克斯·羅賓斯（Rex Robbins），68歲，美國百老匯演員，中風。[121]
- 伯尼·威廉姆斯（Bernie Williams），57歲，美國籃球運動員，結直腸癌。[122]

### 24日
- 芦原义信，85歲，日本建築師。[123]
- 萊爾·貝特格，88歲，美國演員（戲中之王、內華達史密斯、檀島警騎）。[124]
- 赫伯·加德納，68歲，美國商業藝術家、漫畫家、劇作家和編劇。[125]
- 休·格雷格，85歲，美國政治家，新罕布希爾州州長（1953—1955年）。[126]
- 本森·馬西亞（Benson Masya），33歲，肯亞長跑運動員，生病。
- 德里克·普林斯（Derek Prince），88歲，英國聖經學者和作家。
- 讓·佩萊格裡 （Jean Pélégri），83 歲，法國作家和文學教授。[127]
- 羅伯特·里希特米爾（Robert D. Richtmyer），92歲，美國物理學家、作家和音樂家。
- 爱德华·萨义德（Edward Said），67歲，巴勒斯坦裔美國學者、文學評論家和政治活動家，患有白血病。[128]

### 25日
- 湯瑪斯·凱西，82 歲，澳大利亞政治家。
- 約翰·克萊頓，63歲，澳大利亞演員，癌症。[129]
- 安東尼·杜蘭特，36歲，美國職業摔跤手，吸毒過量。
- Birgit Jürgenssen，54歲，奧地利攝影師、畫家、策展人和教師。[130]
- 佛朗哥·莫迪利亞尼（Franco Modigliani），85歲，義大利諾貝爾經濟學獎得主。[131]
- 唐纳德·尼科尔 （Donald Nicol），80歲，英國拜占庭學者。[132]
- 丘巴·奧卡迪博，61歲，奈及利亞政治家、哲學家、學者、作家和政治學家。
- 喬治·普林頓，76歲，美國作家、演員和社交名媛，心臟病發作。[133]
- 尤里·森克維奇，66歲，蘇聯醫生和科學家，心力衰竭。
- 約瑟夫·瓦格納（Josef Wagner），87歲，瑞士自行車手。[134]

### 26日
- 奥勒·安德贝里，84歲，瑞典摔跤手（1948年奧運會銀牌，1952年奧運會金牌）。[135]
- Inday Badiday，59歲，菲律賓電視節目主持人和記者，多器官衰竭。
- 瓦迪斯瓦夫·科扎丘克（Władysław Kozaczuk），79歲，波蘭陸軍上校和情報歷史學家。
- 肖恩·萊恩（Shawn Lane），40歲，美國吉他手和作曲家，患有肺病。[136]
- 羅伯特·帕爾默（Robert Palmer），54歲，英國歌手，心臟病發作。[137]
- 羅伯特·雷蒙德（Robert Raymond），81歲，澳大利亞電視先驅。[138]
- 大衛·威廉姆斯，77歲，威爾士廣告主管和犯罪作家。[139]

### 27日
- 湯姆·貝特曼（Tom Bateman），80歲，澳大利亞政治家。
- 湯姆·布倫南（Tom Brennan），81歲，美國冰球運動員（波士頓棕熊隊）。[140]
- 保羅·伯裡森（Paul Burlison），74歲，美國搖滾吉他手，搖滾三重奏的創始成員，癌症。[141]
- Olive Cotton，92歲，澳大利亞現代主義攝影師。
- Fay Helm，94歲，美國電影女演員。
- 納瓦布扎達·納斯魯拉·汗（Nawabzada Nasrullah Khan），86歲，巴基斯坦政治家，心臟病發作。
- Jean Lucas，86歲，法國賽車手。[142]
- 唐纳德·米切尔（Donald J. Mitchell），80歲，美國政治家，美國紐約州眾議院議員。[143]
- 唐納德·奧康納（Donald O'Connor），78歲，美國演員，歌手和舞者（《雨中曲》，是的，先生，那是我的寶貝），心臟癱瘓，心臟病發作。[144]
- 溫迪·威蘭德，38歲，美國奧運跳水運動員（1984年夏季奧運會女子10米跳臺銅牌）。[145]
- 吉村昌弘，66歲，日本奧運游泳運動員（1956年夏季奧運會200米蛙泳銀牌）。[146]

### 28日
- Proinsias Mac Aonghusa，70歲，愛爾蘭記者、作家和電視節目主持人。
- 丹尼·貝貝爾-吉斯勒（Dany Bébel-Gisler），68歲，瓜德羅普社會語言學家，民族學家和作家，克里奧爾語保護主義者，心臟病發作。[147]
- 克裡斯托弗·福克斯利-諾裡斯（Christopher Foxley-Norris），86歲，英國空軍元帥。
- Althea Gibson，76歲，非裔美國網球運動員，呼吸衰竭。[148]
- 科克·哈伯特，51歲，美國影視演員，糖尿病。[149]
- 伊利亚·卡赞（Elia Kazan），94歲，美國電影導演（《慾望號街車》《在海濱》《伊甸園之東》），奧斯卡獎得主（1948年、1955年）。[150]
- 喬治·奧德魯姆（George Odlum），69歲，聖盧西亞政治家，胰腺癌。
- Ephraim Oshry，94-95歲，立陶宛裔美國東正教拉比，作家和大屠殺倖存者。[151]
- 馬歇爾·羅森布魯斯（Marshall Rosenbluth），76歲，美國學者和等離子體物理學家。[152]

### 29日
- Lubor Tokoš，80歲，捷克演員。
- 韋斯利·塔特爾（Wesley Tuttle），85歲，美國鄉村音樂歌手。[153]
- 拉烏爾·格雷戈里·維塔萊（Raoul Gregory Vitale），75歲，敘利亞音樂學家。
- 比阿特麗斯·布萊斯·懷廷（Beatrice Blyth Whiting），89歲，美國人類學家，兒童發展比較研究的先驅。[154]

### 30日
- 優素福·貝伊（Yusuf Bey），67歲，美國黑人穆斯林活動家和領導人，癌症。[155]
- 羅尼·道森（Ronnie Dawson），64歲，美國搖滾歌手，吉他手和鼓手，食道癌。[156]
- Oreste Del Buono，80歲，義大利作家、記者、翻譯家、文學評論家和編劇。[157]
- 埃迪·格拉登（Eddie Gladden），65歲，美國爵士鼓手。[158]
- 約翰·霍克斯沃思（John Hawkesworth），82歲，英國電視/電影製片人和作家。[159]
- 罗伯特·卡戴珊（Robert Kardashian），59歲，美國刑事辯護律師，金、科勒和考特尼·卡戴珊（Kim， Khloé）和考特尼·卡戴珊（Kourtney Kardashian）的父親，食道癌。[160]